# 453 Tea
Tea (asteroide 453) é um asteroide da cintura principal com um diâmetro de 20,93 quilómetros, a 1,9451072 UA. Possui uma excentricidade de 0,1089484 e um período orbital de 1 178 dias (3,23 anos).
Tea tem uma velocidade orbital média de 20,15915865 km/s e uma inclinação de 5,5578º.
Este asteroide foi descoberto em 22 de Fevereiro de 1900 por Auguste Charlois.